# Tephrosia brachycarpa
Tephrosia brachycarpa är en ärtväxtart som beskrevs av George Bentham. Tephrosia brachycarpa ingår i släktet Tephrosia och familjen ärtväxter. Inga underarter finns listade i Catalogue of Life.